# Jakuchō Setouchi
Jakucho Setouchi (瀬戸内 寂聴 Setouchi Jakuchō?), anteriormente Harumi Setouchi (瀬戸内 晴美 Setouchi Harumi?) (Tokushima, Imperio del Japón, 5 de mayo de 1922 - Kioto, Japón, 9 de noviembre de 2021) fue una bhikkhuni, (monja budista de ordenación completa) escritora y activista japonesa. Destacó por sus novelas biográficas escritas en primera persona.

## Primeros años de su carrera
Nació en Tokushima en el seno de una familia dedicada a la venta de bienes religiosos. Se matriculó en la Universidad Cristiana de Mujeres de Tokio y se graduó en Literatura Japonesa. Se casó con un estudiante de intercambio enviado por el Ministerio de Asuntos Exteriores a Pekín. Volvió a Japón en 1946 con su hija. Tras serle infiel a su marido con uno de sus estudiantes, se fue de casa y obtuvo el divorcio de manera oficial. Acto seguido, llegó a Tokio para dedicarse a la escritura.
El primer premio que recibió en su carrera literaria por la obra Kashin fue muy criticado, ya que algunos veían a la obra con tintes pornográficos. Su consagración como escritora llegó al ser galardonada con el Premio de Literatura de la Mujer en 1963 por su obra Natsu no Owari. También recibió uno de los premios más prestigiosos de Japón, El Premio Tanizaki, por su novela Hana ni Toe en 1992.

## Ordenación espiritual
En 1973 su vida cambia por completo y se ordenó como monja en la escuela budista Tendai. En 2007, se estableció como monja en el templo Chūson-ji de Hiraizumi, en la prefectura de Iwate), y recibió el nombre de Jakuchō. Por entonces, también desempeñó tareas de activismo social, construyendo un centro para mujeres y trabajando como consejera espiritual. Se ha posicionado contra la pena de muerte en Japón.

## Carrera tardía
Fue presidenta de la Universidad de Tsuruga en Tsuruga, en la prefectura de Fukui, de 1988 a 1992. Recibió la Orden de la Cultura de Japón en 2006.

## La historia de Genji
Tradujo La historia de Genji del japonés clásico a la lengua vernácula. La obra fue publicada en diez volúmenes en 1998. La traducción utilizó una forma contemporánea del idioma japonés y puso énfasis en las heroínas de la historia más que en el propio protagonista, Genji. La novela llegó a ser un superventas y vendió más de 2,1 millones de ejemplares.

## Obras
- Joshidaisei Chu Airin (1957) -- recibió el premio de la revista Shinchosha Coterie
- Miren (1963)
- Kiji (1963)
- Bi wa ranchō ni ari, traducido al inglés como Beauty in Disarray por Sanford Goldstein y Kazuji Ninomiya ISBN 978-0-80483-322-6
- Natsu no owari (1963?) El final del verano  Una colección de historias que relata su propia infidelidad.
- Hana ni toe (1992?), una novela biográfica del poeta clásico y sacerdote Saigyo.
- Basho (2001) Lugares

## Premios
- 1962: Premio de Literatura de la Mujer por Natsu no owari
- 1992: Premio Tanizaki por Hana ni toe
- 2001: Premio Noma de Literatura por Basho
- 2006: Orden de la Cultura de Japón